# Arturo Álvarez (entrenador)
Arturo Álvarez Álvarez (Mieres, Asturias, 17 de noviembre de 1976) es un entrenador español de baloncesto. Actualmente es entrenador del CS Valcea 1924 de Liga de baloncesto de Rumanía.

## Trayectoria
El técnico asturiano cuenta con una amplia experiencia en el baloncesto profesional a nivel nacional e internacional. Dirigió durante tres temporadas al Pozo Sotón BVM2012, consiguiendo el ascenso del equipo asturiano en la temporada 2013/14 a liga EBA, mantenerlo en su debut en la categoría durante la siguiente campaña, y conseguir una fantástica tercera posición la temporada 2015-16.
Ha entrenado en las máximas categorías del baloncesto español: ACB, LEB, Liga Femenina y Liga Femenina 2. Arturo fue también el primer seleccionador absoluto del Principado de Asturias junto con el ovetense Joaquín Prado.
El técnico asturiano tiene experiencia en el baloncesto internacional. Su andadura como seleccionador de Paraguay comenzó en verano de 2010 y logró que tanto el equipo masculino como el femenino compitiesen en el preolímpico de 2011. Estuvo al frente de la selección de Paraguay durante las temporadas 2010, 2011 y 2012. Entrenador del FC Barreirense (Portugal) durante la temporada 2010/11, dirigió en la NBB de Brasil (Top League) al Palmeiras de Sao Paulo, uno de los grandes clubes deportivos del país, durante la campaña 2012/13. En la temporada 2014/15 dirigió al Unitri Uberlandia (Brasil) en la máxima división del país, consiguiendo el título de la Copa Minera 2014 frente al Minas Tenis Clube.
Ha sido Entrenador Ayudante en la Liga ACB de técnicos de prestigio como Pablo Laso o Trifon Poch.
Con más de 200 partidos en LEB Oro, ha formado parte del cuerpo técnico del Alerta Cantabria Lobos, Lagun Aro GBC, Araberri Basket Club y CB Prat, Destino Palencia y Melilla Sport Capital.
En septiembre de 2016, Arturo se sienta en el banquillo del Araberri para dirigir al equipo en su nueva andadura en LEB ORO, consiguiendo la Euskal Copa 2016. Arturo Álvarez, que comandaba el debut del Araberri en la liga, consiguió hacer un gran año, llevando a los suyos a conseguir la salvación con cierta facilidad, terminado la temporada en 12.ª posición con 14 victorias y 20 derrotas, a pesar de todos los problemas que tuvieron en el equipo a lo largo de la temporada, con numerosas entradas y salidas.
En junio de 2017, se conoce que Arturo Álvarez, el elegido para entrenar a CB Prat, para comandar así el proyecto 17/18 de los catalanes, consiguiendo en una pretemporada idílica sin derrotas, el título de la Liga Catalana 2017, derrotando en la final al FC Barcelona de LEB Oro. Con 9 victorias consecutivas en liga, el técnico asturiano ha batido todos los récords del CB Prat en LEB Oro, con 11 victorias en los primeros 13 encuentros de liga, acabando en segunda posición de la Liga Regular, por detrás únicamente del Breogán de Lugo, y llegando a disputar el quinto partido de semifinales ante el Baloncesto Melilla, estando a un paso de alcanzar el ascenso a la Liga ACB, algo único y difícil de repetir en la historia del CB Prat en la competición.
En junio de 2020, se compromete con el Palencia Baloncesto de la Liga LEB Oro, con el cual se proclama Campeón de la Copa Castilla y León 2020.
El 12 de junio de 2021, firma por el Melilla Baloncesto de la Liga LEB Oro. El 28 de marzo de 2022, deja de ser entrenador del club melillense y es sustituido por Rafael Monclova.
El 6 de agosto de 2023 firma como entrenador asistente de Duško Ivanović en el Estrella Roja de Belgrado de la Euroleague & ABA Liga, cargo en el que no continuó tras la destitución de aquel en el mes de octubre. 
En enero de 2024 es contratado por el Cáceres Patrimonio de la Humanidad, club de LEB Oro.
El 29 de mayo de 2024, firma por el CS Valcea 1924 de Liga de baloncesto de Rumanía.